# شهرستان هاردین (آیووا)
شهرستان هاردین، آیووا (به انگلیسی: Hardin County, Iowa) شهرستانی در ایالات متحده آمریکا است که در آیووا واقع شده‌است.